# 六部尊
六部尊（ろくぶそん）とは、流山市の名跡のひとつで、江戸時代の六部廻国（ろくぶかいこく）の記念石塔。
六部廻国は法華経を書き写し、日本全国六十六の霊場に一部ずつを納めることで、巡礼を終えた記念として建てたものと伝えられている。
六十六部とは日本廻国大乗妙典六十六部経聖といい、江戸時代には六十六部(六部とも) と略称され、法華経(大乗妙典)を六十六部書写し、全国を巡って六十六か所の霊社霊仏（一宮 ・ 国分寺など）に一部ずつ納経する廻国の修行者を言った。
その源は、奈良から平安時代にかけての、法華経の法力による滅罪信仰で、法華経書写と読誦をしながら山岳修行や全国六十六か国を巡る苦行とによって滅罪の功徳を得ようとしたものであった。
江戸時代になると信心で廻国するというよりは、他人を殺めたとか、あるいは不治の病のために村に居られない者が廻国する例も多く、廻国途中に行き倒れることもあった。
そして、死ぬときに頭痛や瘡を治すという誓願を立てるなど、流行神的性格を帯び、旅先で信者ができ、庵や堂に住みつき祈祷や予言をこととして、身を過ごす者もいた。
そのとき信者によって、「日月清明・五穀豊穣・大乗妙典六十六部廻国供養塔」なる石碑を建てたものを各地に見ることができる。
流山市にある六部尊は流山市立博物館の入口坂道の西側にあり、1767年（明和4年）に建立と伝えられる。
当時全国の霊場を行脚していた行者が、行脚の途中で不幸にもこの地で他界。
そこで人々は、供養のため六部廻国塔を造立して六部尊として祀り、これを守る六部尊堂も建立されて行者の供養が続けられたという。
しかし、いつしか供養を続ける人もいなくなり、荒れ果てるにまさかされていた。
そこで昭和33年12月1日、六部尊堂は有志の人々によって再建され、発起人やその家族を中心に供養が続けられた。
「この六部尊堂を撮影した画像は多くみられるが、そのすべてに千羽鶴や手向けの花が添えられており、昭和の再建以来、連綿と供養が続けられていた様子が見てとれる。」

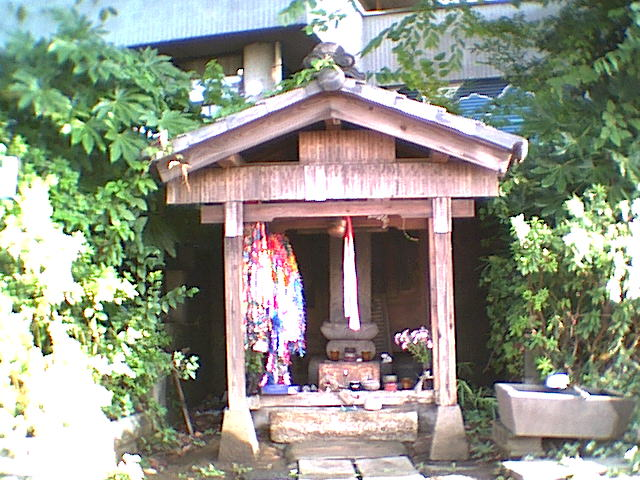
昭和33年（1958年）建立の旧祠

平成となり、1958年（昭和33年）に再建されたお堂は瓦屋根が破損するなど危険な状態であったことから、2014年（平成26年)に56年ぶりに再々建された。
平成の再建には、加岸大杉神社の小澤茂之責任総代が中心となり、これまで積み立ててきた資金に、千葉日報社・千葉テレビ放送・ベイエフエム・千葉県遊技業協同組合が協力して設立した。
「夢まるふぁんど委員会」から「第10回夢まるふぁんど文化事業」基金50万円の支援を得て実現したものである。